# El crimen al alcance de la clase media
El crimen al alcance de la clase media es una obra de teatro en dos actos de Juan José Alonso Millán, estrenada en 1965.

## Argumento
En la apacible ciudad de Segovia un matrimonio formado por Martín y Marcelina, que regenta una tienda de ortopedia va a entrar en peligro. Para quedarse con su dinero, el marido - que además engaña a Marcelina con Felisa, la dependienta - ha decidido acabar con la vida de su esposa, y para ello, a través de un anuncio en un periódico, se hace con los servicios de una mujer madura, que necesita dinero para que su hija haga un buen matrimonio.

## Estreno
- Teatro Club, Madrid, 4 de abril de 1965.
  - Intérpretes: Susana Campos, Francisco Piquer, Luchy Soto, María Bassó.

## Versión para televisión
Emitida por Televisión española el 22 de diciembre de 1974, en el espacio El Teatro, con dirección de Pedro Amalio López e interpretación de Elisa Ramírez, Francisco Piquer, Amelia de la Torre, Margot Cottens y Joaquín Embid.